# Télécommunications à Maurice
Cet article traite des télécommunications à Maurice.  Maurice a comme principal opérateur téléphonique Mauritius Telecom. Emtel (opérateur privé) et Cellplus (filiale du groupe Mauritius Telecom) sont des opérateurs de téléphonie mobile.
Des opérateurs discount de téléphonie sont apparus récemment (Easycall, Yello, Sezam…). Ils offrent des services de cartes prépayées.